# Pterophyllum altum
Pterophyllum altum és una espècie de peix de la família dels cíclids i de l'ordre dels perciformes. El Pterophyllum altum és el peix nacional de Veneçuela i la imatge d'aquest peix apareix en alguns bitllets del país.

## Morfologia
Aquesta espècie és la més gran de les tres que pertanyen al gènere Pterophyllum. En estat salvatge s'han documentat exemplars superiors als 50 cm (des de la punta de l'aleta dorsal fins a la punta de l'aleta anal). En captivitat però, no s'han trobat exemplars que sobrepassin els 40 cm.
El seu color base natural és el plata amb tres franges verticals de color marró / vermell i estries vermelles a les aletes. Aquesta espècie pot mostrar l'aleta dorsal recoberta d'un color blau / verd amb taques de color vermell quan madura. A més quan s'excita presenta un punt opercle de color negre.
La característica d'aquesta espècie és una incisió aguda o punt per sobre de les fosses nasals (sagnia supraorbitario). Tots els verdaders espècimens "Orinoco Altum" mostren aquesta característica, mentre que els híbrids comercials dels encreuaments amb Pterophyllum scalare, que de vegades fan alguns criadors per vendre'ls com "Orinoco Altum", no pot presentar el tret o pot aparèixer en un grau menor. El veritable "Orinoco Altum" salvatge és un dels peixos tropicals més difícils de reproduir en captivitat.

## Hàbitat i distribució geogràfica
La majoria dels P. altum es troben normalment en les aigües ben oxigenades i molt suaus dels afluents de l'Orinoco Mitjà i Superior, després de la serra de l'Escut Guayanés, ja que prefereixen un rang de pH entre 4,5 a 5,8. Aquestes són les aigües negres transparents que presenten una conductivitat gairebé nul·la. L'interval de temperatura d'aquestes aigües està entre els 26 i 29 °C. També es troben a les planes inundades dels rius Atabapo i Inírida, baixant les planes inundades dels rius Casiquiare i Guainía, on neix el riu Negre, abans d'entrar en territori brasiler.

## En l'aquari

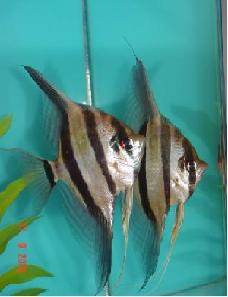
El P. altum s'ha adaptat correctament a la vida en captivitat.

Encara que els requisits pel seu manteniment no varien gaire dels del P. scalare, aquesta espècie es recomana a aquariòfils de nivell intermedi-avançat a causa de l'escrupolós manteniment que requereix per a una bona salut.

### Reproducció
A diferència dels P. scalare, que prefereixen fresar en les fulles submergides de les plantes i els arbres de la selva inundada, el P. altum prefereix fresar en les arrels i branques d'arbres submergits en corrents d'aigua moderats.